# Heterolepidoderma armatum
Heterolepidoderma armatum is een buikharige uit de familie Chaetonotidae. Het dier komt uit het geslacht Heterolepidoderma. Heterolepidoderma armatum werd in 1966 voor het eerst wetenschappelijk beschreven door Schrom. 